# رنه گومس
رنه گومس (اسپانیایی: René Gómez‎؛ زادهٔ ۹ فوریهٔ ۱۹۴۴) وزنه‌بردار اهل کوبا بود. وی در بازی‌های المپیک تابستانی ۱۹۶۸ شرکت کرده‌است.